# فرودگاه نیروی هوایی سلطنتی استرالیا در پایگاه امبرلی
فرودگاه نیروی هوایی سلطنتی استرالیا در پایگاه امبرلی (به انگلیسی: RAAF Base Amberley) یک فرودگاه نظامی است که یک باند فرود بتن و آسفالت دارد و طول باند آن ۱۵۲۳ متر است. این فرودگاه در کشور استرالیا قرار دارد و در ارتفاع ۳۰ متری از سطح دریا واقع شده است.